# پری‌شاهرخ سرسبز
پری‌شاهرخ سرسبز (نام علمی: Oriolus chlorocephalus) نام یک گونه از سرده پری‌شاهرخ است.